# Malted Milk
Malted Milk è una canzone blues di Robert Johnson.

## Il brano
Questa canzone, dal testo delirante che richiama visioni spettrali e paranoiche, è il primo dei due brani composti da Johnson per omaggiare la figura del bluesman Lonnie Johnson, musicista che molto lo aveva influenzato. Lo stesso testo della canzone richiama alla mente il brano "Lonesome Blue Ghost" di Lonnie, così come pure la musica.

## Curiosità
Il "Malted Milk" del titolo, "Latte al Malto", era un liquore molto in voga all'epoca della composizione del brano. 